# Winterthur Warriors
Die Winterthur Warriors sind ein American-Football-Club aus Winterthur. Der Club trägt seine Heimspiele im Stadion Deutweg aus.

## Geschichte
Der Verein wurde 1987 von Tom Agoston gegründet. Die Warriors spielen in der höchsten Schweizer Liga, der Nationalliga A. Am 16. Juli 2006 konnte der Verein seinen bis dato grössten Erfolg mit dem Gewinn der Schweizer Meisterschaft feiern. Als eines der wenigen Teams im Land konnten die Warriors 2007 bis ins Halbfinale um den Europacup vorstossen und wurden zwischenzeitlich unter den Top 20 von Europa geführt. 2010 stiegen die Warriors in die Nationalliga B ab, erreichten mit einem zweiten Platz das Jahr darauf aber den direkten Wiederaufstieg.

## Teams

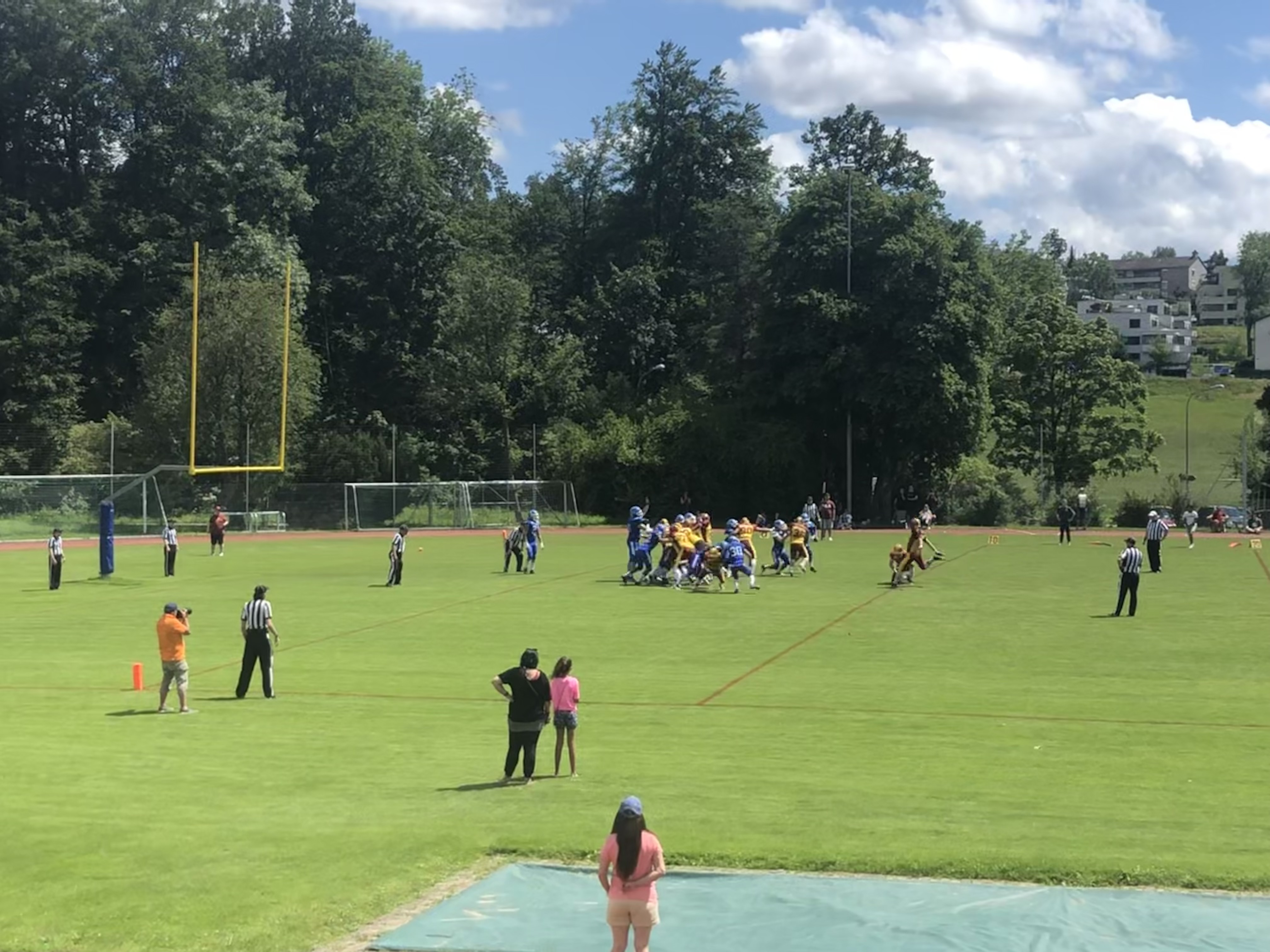
1. Mannschaft 2021: Kick im Spiel gegen die Zurich Renegades

Neben der ersten Mannschaft verfügen die Winterthur Warriors über vier Jugendteams, ein Frauen-Tackle-Team und vier Senior Flag Football Teams. Die Warriors spielen in allen Altersklassen. Die Winterthur Warriors Cheerleader werden seit 2019 als eigener Verein geführt.
- Tackle Football 1. Mannschaft
  - Seniors in der NLA
- Ladies
- Junioren
  - U16 13–16 Jahre
  - U19 15–19 Jahre
- Flag Football
  - U13 8–13 Jahre
  - U16 14–16 Jahre
  - NFFL ab 17 Jahren (4 Teams: 3 Herren, 1 Frauen)
- Cheerleader
  - Peewees 6–10
  - Gems Lv.2
  - Rubies Lv.3
  - Juniors 11–16 Jahre
  - Sapphires Lv.4
  - Crystals Lv.5
  - Seniors 15+ Jahre
  - Diamonds Lv.6